# Route 41 (Colombie-Britannique)
La Route 41 est une très courte route transfrontalière du sud de la Colombie-Britannique. Avec à peine 1,29 km (0,80 mi), il s'agit de la plus courte route numérotée de la province. Elle relie la SR-21 à la frontière canado-américaine à la route 3 (Route Crowsnest) à l'ouest de Grand Forks. La route a été numérotée en 1968. La raison pour laquelle elle ne porte pas le numéro "21" comme continuité de la route de l'État de Washington est qu'une autre route portait déjà ce numéro dans la région de Creston.

## Intersections majeures
| District régional     | Ville          | km   | Destinations                                              | Notes                              |
| --------------------- | -------------- | ---- | --------------------------------------------------------- | ---------------------------------- |
| Kootenay Boundary     | Carson         | 0,00 | SR-21 sud – Republic                                      | Continue dans l'État de Washington |
| Kootenay Boundary     | Carson         | 0,00 | Frontière canado-américaine                               |                                    |
| Kootenay Boundary     | Almond Gardens | 1,29 | BC-3 (Route Crowsnest) – Grand Forks, Rock Creek, Osoyoos |                                    |
| - Transition de route |                |      |                                                           |                                    |